# George Aba
George Aba (4 marzo 1984) è un ex calciatore salomonese, di ruolo centrocampista.

## Carriera

### Nazionale
Ha debuttato in Nazionale il 13 luglio 2007, nell'amichevole Isole Salomone-Papua Nuova Guinea (2-1). Ha partecipato, con la Nazionale, alla Coppa d'Oceania 2004. Ha collezionato in totale, con la maglia della Nazionale, 4 presenze.